# Jag vilse gick i många år
Jag vilse gick i många år eller som texten tidigare löd Jag var en slav i många år är en sång med text från 1881 av William Baugh. Musiken är en engelsk varietémelodi som gick under namnet "Champagne Charlie". Refrängen lyder "O, sjung hans lov! Han gjort mig fri."
Sången framfördes på en teater i Worcester när Frälsningsarmén höll ett möte där den 22 januari 1882 och dess grundare William Booth var på besök. Frälsningsofficeren George "Sailor" Fiedler sjöng under mötet "Bless his name, he set me free". William Booth sa "That was a fine song. What tune was that?" och han fick svaret "Oh, General, that's a dreadful tune. Don't you know what it is? That's Champagne Charlie is my name". William Booth vände sig då till sin son Bramwell med kommentaren "Why should the devil have all the best tunes?"

## Publicerad i
- Frälsningsarméns sångbok 1929 som nr 287 under rubriken "Jubel, erfarenhet och vittnesbörd" med inledningsfrasen Jag var en slav i många år.
- Musik till Frälsningsarméns sångbok 1930 som nr 287 med inledningsfrasen Jag var en slav i många år.
- Frälsningsarméns sångbok 1968 som nr 307 under rubriken "Jubel och tacksägelse" med inledningsfrasen Jag vilse gick i många år.
- Frälsningsarméns sångbok 1990 som nr 499 under rubriken "Lovsång, tillbedjan och tacksägelse" med inledningsfrasen Jag vilse gick i många år.